# Euphysa ruthae
Euphysa ruthae är en nässeldjursart som beskrevs av Norenburg och Morse 1983. Euphysa ruthae ingår i släktet Euphysa och familjen Euphysidae. Inga underarter finns listade i Catalogue of Life.